# Segesd, Somogy
Segesd  este un sat în districtul Nagyatád, județul Somogy, Ungaria, având o populație de 2.616 locuitori (2011). 

## Demografie
Componența etnică a satului Segesd
     Maghiari (93,1%)
     Romi (6,53%)
     Necunoscut (0,16%)
     Germani (0,2%)
     Alții (0,16%)
Componența confesională a satului Segesd
     Fără religie (10,7%)
     Reformați (5,47%)
     Necunoscută (83,18%)
     Alte religii (1,19%)
Conform recensământului din 2011, satul Segesd avea 2.616 locuitori. Din punct de vedere etnic, majoritatea locuitorilor (93,1%) erau maghiari, cu o minoritate de romi (6,53%). Apartenența etnică nu este cunoscută în cazul a 0,16% din locuitori. Nu există o religie majoritară, locuitorii fiind persoane fără religie (10,7%) și reformați (5,47%). Pentru 83,18% din locuitori nu este cunoscută apartenența confesională.